# Višňová (district de Příbram)
Pour les articles homonymes, voir Višňová.
Višňová (en allemand : Wischnowa) est une commune du district de Příbram, dans la région de Bohême-Centrale, en République tchèque. Sa population s'élevait à 665 habitants en 2020.

## Géographie
Višňová se trouve à 10 km au nord-est de Příbram et à 47 km au sud-sud-ouest de Prague.
La commune est limitée par Dubenec, Drásov et Ouběnice au nord, par Nečín et Obory à l'est, par Dolní Hbity, Jablonná et Milín au sud, et par Háje et Příbram à l'ouest.

## Histoire
La première mention écrite de la localité date de 1352.

## Transports
Par la route, Višňová se trouve à 11 km de Příbram et à 58 km de Prague.